# Saitek
Saitek (anciennement SciSys) fut le premier fabricant de jeux d'échecs électroniques à utiliser ses propres microcontrôleurs. 

## Historique
En 1978, Peter Auge et Eric Winkler se rencontrent pour produire des jeux d'échecs électroniques.
En 1979, les deux partenaires se séparent et Eric Winkler fonde la société SciSys (Peter Auge continue avec sa société Novag).
En décembre 1983, Garry Kasparov signe un contrat de publicité avec SciSys. Kasparov apporte une très bonne image de marque, surtout à partir de novembre 1985, quand il devient le plus jeune (22 ans) champion du monde d'échecs en battant Anatoly Karpov.

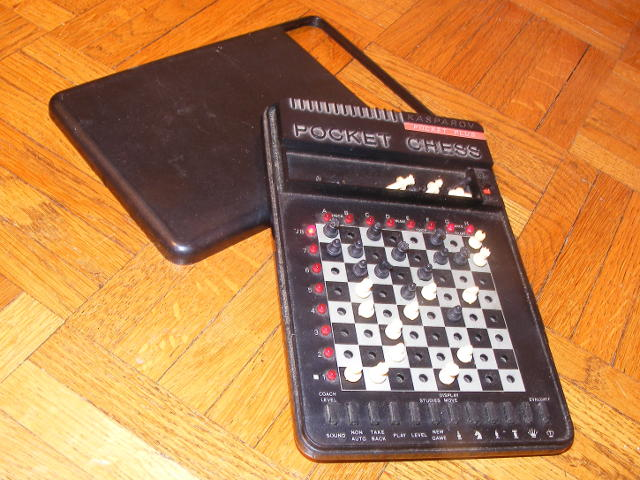
En 1987, Saitek met au point le POCKET PLUS en collaboration avec Garry Kasparov

En 1987, SciSys crée la filiale Saitek. Puis, progressivement la marque devient Saitek. 
Elle rachète l'entreprise française Transecom.
En 1993, Saitek entre dans le marché des contrôleurs de jeu pour PC, et est depuis devenu 2e constructeur mondial. 
En novembre 2007, Mad Catz Interactive rachète Saitek.
Aujourd'hui, Saitek est l'un des plus grands fabricants d'accessoires de jeux pour ordinateur. Leur produit le plus connu est la série Pro flight, qui comprend des périphériques de pilotage pour simulateur de vol (Joystick, Hotas, Palonnier, Cadran, etc.)
En septembre 2016, Logitech rachète Saitek pour 13 millions de dollars.

## Entreprises concurrentes
Les concurrents dans le domaine des jeux d'échecs :
- Fidelity Electronics
- Novag
- Hegener et Glaser (marque Mephisto, rachetée en 1994 par Saitek)
- CXG (anciennement Newcrest)
- Systema (anciennement Krypton?)
- Destiny (anciennement Applied Concepts)
- Millennium